# Цянь Лю
Цянь Лю (спрощ.: 钱镠; кит. трад.: 錢鏐; піньїнь: Qián Liú), храмове ім'я Тайцзу (кит.: 太祖; піньїнь: Taìzǔ; 10 березня 852 — 6 травня 932) — генерал на службі династії Тан, засновник і перший правитель держави Уюе періоду п'яти династій і десяти держав.

## Правління
Цянь Лю вважається найкращим правителем того періоду китайської історії. За його правління держава Уюе швидко набувала могутності й розширювала свої території. Економіка зростала передусім завдяки вигідному географічному розташуванню, а також за рахунок морської торгівлі. Цянь Лю значну увагу приділяв розвитку сільського господарства й будував дамби для запобігання повеням.
Помер 932 року у 80-річному віці. Престол успадкував його син Цянь Юаньгуан.

## Девізи правління
- Тяньбао (天寶) 908—923
- Баода (寶大) 924—925
- Баочжен (寶正) 926—931